# Lochearn
Lochearn est une localité CDP américaine située dans l’État du Maryland, dans la périphérie de Baltimore, comté de Baltimore. Sa population s’élevait à 25 269 habitants lors du recensement de 2000. Densité 1 752 hab/km2. La superficie totale de la localité est de 14,5 km2. 